# Kopacivka, Rojîșce
Kopacivka (în ucraineană Копачівка) este localitatea de reședință a comunei Kopacivka din raionul Rojîșce, regiunea Volînia, Ucraina.

## Demografie
Componența lingvistică a localității Kopacivka
     Ucraineană (99,17%)
     Alte limbi (0,83%)
Conform recensământului din 2001, majoritatea populației localității Kopacivka era vorbitoare de ucraineană (99,17%), existând în minoritate și vorbitori de alte limbi.